# Bernhard von Bülow
Fyrst Bernhard Heinrich Karl Martin von Bülow (født 3. maj 1849, død 28. oktober 1929) var en tysk statsmand som overtog efter fyrst Chlodwig zu Hohenlohe-Schillingsfürst som kansler i 1900.
Bernhard von Bülow blev født i Klein-Flottbeck i Holsten. Hans grandonkel, Heinrich von Bülow, var preussisk ambassadør til England fra 1827 til 1840, og giftede sig med en datter af Wilhelm von Humboldt. Hans far, Bernhard Ernst von Bülow, var en dansk og tysk statsmand.
Han var gift med prinsesse Maria di Camporeale.